# Most Džavadije
Most Džavadije (perz. پل جوادیه; Pol-e Džavadije) je lučni most u iranskom glavnom gradu Teheranu. Nalazi se oko 400 m zapadno od Glavnog željezničkog kolodvora i premošćuje željezničku prugu koja Teheran spaja s Kazvinom i drugim iranskim gradovima na zapadu. Most je sastavni dio prometnice Dašt-e Azadegan koja se na sjeverozapadu nadovezuje na kružni tok Trga Hakšenas odnosno gradsku autocestu Navab i Ulicu šejha Muhamadija, te prema jugoistoku na Trg Bahman odnosno gradske autoceste Tondgujan i Besat. Navedena prometnica nalazi se između gradskih četvrti Hani-Abada i Džavadije, odnosno između 11. i 17. kotara na jugu Teherana.
Natječaj za izgradnju mosta raspisala je Općina Teheran u studenom 2006. godine, a među glavnim zadatcima bili su rasterećivanje četiriju glavnih prometnica i oblikovanje novog graditeljskog simbola gradskog juga. U travnju 2007. pobjedničkim natječajnim radom proglašen je asimetrični lučni dizajn iranske tvrtke Rah-Šahr kojoj je povjereno godinu dana vremena za izradu glavnog i izvedbenog projekta. Ključni ljudi na projektu bili su voditelj gradnje Ibrahim Nežad i arhitekt Džalal Oveisi kojem je kao inspiracija za dizajn mosta poslužilo račvanje željezničke pruge odnosno cilj da stvori dvostruki monumentalni gradski ulaz − za vlakove koji pristižu Glavnom kolodvoru i motorna vozila koja prilaze teheranskom središtu na sjeveru. Uz Rah-Šahr, glavne suradničke tvrtke bile su iranska čeličana Azaran i francuski proizvođač kablova Freyssinet. Izgradnja mosta počela je u travnju 2008. godine, dok je svečano otvoren 13. studenog 2010. ceremonijom koju je predvodio teheranski gradonačelnik Muhamed Bager Galibaf. Cijena izgradnje prilikom otvorenja procjenjena je na 400 milijardi rijala odnosno oko 93 milijuna USD.
Most Džavadije odlikuje jedinstveni dizajn tronošca − lučna konstrukcija na sjevernoj strani se oslanja osnim upornjakom položenim između kolnika, dok se na jugu račva na dva upornjaka položena preko kolnika. Jedan od rijetkih sličnih primjera ovom mostu jest Puente de la Barqueta izgrađen 1992. godine u španjolskom gradu Sevilli, no ovaj ima po dva upornjaka na obje strane luka kojeg ne karakteriziraju zaobljene već ravne linije. Lučna konstrukcija mosta Džavadije je od čelika i pravokutnog je poprečnog presjeka, elegantno zaobljenima na glavnom statičkom čvoru. Za montažu njenih 14 dijelova iznad vrlo prometne pruge iz lučkog grada Asaluje dopremljena je dizalica kapaciteta 700 tona za čije je sastavljanje i rastavljanje utrošeno oko mjesec dana vremena. S obzirom na to da se Teheran nalazi na sezmički aktivnoj zoni, dubina temeljenja varira od 25 do 30 m. Također, zbog opasnosti od potresa i snažnih vjetrova u konstrukciju je ugrađeno osam hidrauličnih amortizera kapaciteta 250 tona koji vibracije prenose izravno na oslonce pa most može podnijeti horizontalne pomake od 30 cm.
Prometnica Dašt-e Azadegan po sredini je pridržana s 12 osnih čeličnih kabela sastavljenih od 19, 37 i 61 žice nosivog kapaciteta od 250, 450 odnosno 800 tona. Ovi konstruktivni elementi premazani su specijalnim antikorozijskim plastičnim premazom odnosno polietilenskom zaštitnom prevlakom. Prometnica poprečno obuhvaća dva kolnika s tri prometne trake za motorna vozila odnosno dva nogostupa za pješački promet i održavanje. Širina mosta odnosno dvaju račvanih upornjaka iznosi 30 m, a čelični luk približno je visok 55 m. Najveći raspon mosta je 126 m, a zajedno s dva produžetka od 42 m njegova ukupna dužina iznosi 210 m.

## Poveznice
- Teheran
- Popis mostova u Iranu

## Vanjske poveznice
- (engl.) Rah Shahr Architectural Consultants Company (2013.): Select Projects, Tehran: Rah Shahr International Group, pristupljeno 2. travnja 2013.
- (engl.) PressTV (14. studenog 2010.): Tehran opens unique Javadieh Bridge  Arhivirana inačica izvorne stranice od 12. siječnja 2011. (Wayback Machine), Tehran: PressTV, pristupljeno 2. travnja 2013.
- (engl.) Tehran.ir (studeni 2010.): One Tehran, One Javadiyeh Bridge  Arhivirana inačica izvorne stranice od 28. veljače 2018. (Wayback Machine), pristupljeno 2. travnja 2013.
- (perz.) Omrani (22. travnja 2010.): پل جوادیه  Arhivirana inačica izvorne stranice od 9. svibnja 2012. (Wayback Machine), Tehran: معاونت فنی و عمرانی شهرداری تهران, pristupljeno 2. travnja 2013.

Sestrinski projekti
|  | Zajednički poslužitelj ima još gradiva o temi Most Džavadije |